# Google URL Shortener
Google URL Shortener（又稱：goo.gl），是Google自2009年起為桌面版提供的網址縮短服務功能，能大幅縮短冗長的網址，方便將連結與其他人分享，或透過Twitter訊息、電子郵件傳送給好友。
Firebase動態鏈接相反可根據用戶的使用的裝置，來決定導向的網站版本，如手機版或桌面版網站、甚至可開啟裝置已安裝的應用程式、或導向到商店下載應用程式。對於網頁開發者來說，更能讓他們獲得不同平台的瀏覽數據，制定合適的宣傳策略；對於網民而言，他們分享連結時，不用再特意搜尋合適的連結給朋友。

## 歷史
2018年4月13日，Google在開發者網誌上指逐漸停止支援Google URL Shortener，除了指定用戶，將不能經它建立新的短網址，但仍可管理已有的短網址，該公司建議，用戶可以轉用Bit.ly或Ow.ly等服務建立短網址，或使用自家的全新動態連結服務Firebase動態鏈接，能夠根據網頁作者的設定，以及用戶正使用的平台顯示合適內容。
Google宣佈Google URL Shortener訂於2019年3月30日完全終止，屆時用戶將無法建立和管理短網址，但此前已建立的網址則仍然能導向至原有網頁。2024 年 7 月 18 日，谷歌宣布现有的 URL 将于 2025 年 8 月 25 日起停止工作。谷歌于 2024 年 8 月 23 日添加了一个插页页面来警告用户有关此事。

## 外部連結
- （英文）Google URL Shortener （页面存档备份，存于）